# Sukkertoppen (Hessa)

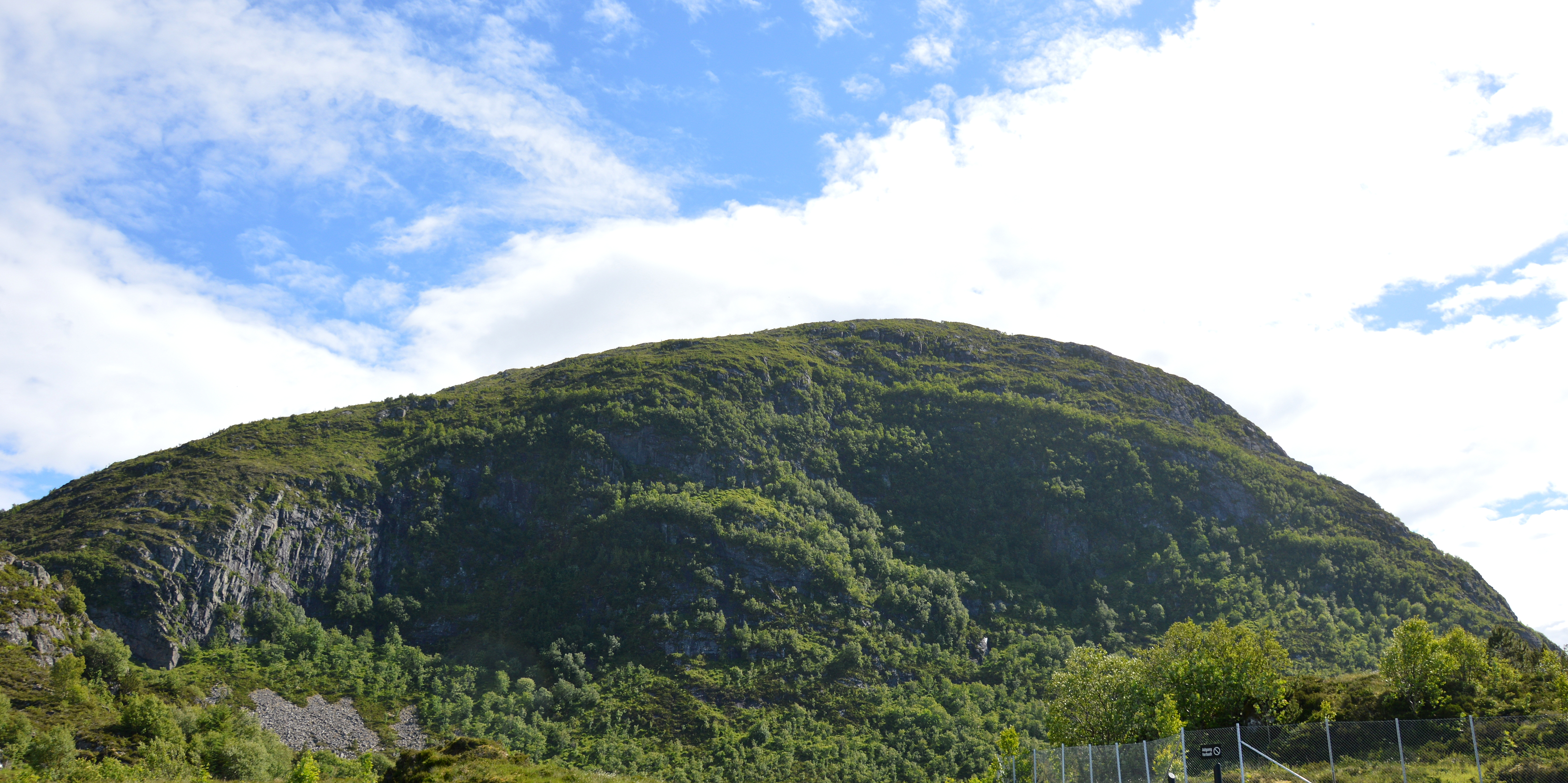
Sukkertoppen, Blick von Norden

Der Sukkertoppen ist ein Berg in der norwegischen Stadt Ålesund auf der Insel Hessa in der norwegischen Provinz Møre og Romsdal.
Er ist 314 Meter hoch und prägend für das Landschaftsbild der Umgebung. Der Bergrücken zieht sich im Süden der Insel über etwa zwei Kilometer von West nach Ost bei einer Breite von ungefähr 650 Metern. Von Osten her führt ein Bergpfad über den Bergkamm bis zum Gipfel. Während die Besteigung des Sukkertoppen in den Sommermonaten für geübte Wanderer problemlos möglich ist, ist er bei Schnee aufgrund von steilen Passagen schwer zu erklimmen. Nordöstlich zu Füßen des Sukkertoppen liegt die Siedlung Skarbøvik, östlich Slinningen.